# Berlin-Marzahn
Marzahn [marˈtsaːn] is een stadsdeel van Berlijn, behorend tot het district Marzahn-Hellersdorf. Het stadsdeel, dat van 1979 tot 2001 een zelfstandig district vormde, omvat het grootste nieuwbouwgebied in de voormalige DDR en telt ruim 110.000 inwoners. Samen met Hohenschönhausen en Hellersdorf vormt Marzahn een gordel van Plattenbau-nieuwbouwwijken in het noordoosten van de Duitse hoofdstad. Tot in de zeventiger jaren van de twintigste eeuw was Marzahn echter niet veel meer dan een dorp, hoewel het al sinds 1920 tot Groot-Berlijn behoort. De oude dorpskern is behouden en geïntegreerd in het centrum van het nieuwe stadsdeel.
De naam Marzahn (de klemtoon ligt op de tweede lettergreep) is vermoedelijk van Slavische herkomst. Mogelijk stamt de naam van het woord more ("zee") of marcana, wat in het Polabisch "dras" betekent. Door overstromingen van het riviertje de Wuhle ontstonden namelijk regelmatig moerassen in de omgeving van Marzahn. Marzahn ligt in de Barnim (streek).

## Geschiedenis

### Het dorp Marzahn
In 1300 werd Marzahn, onder de naam Morczane, voor het eerst vermeld in een oorkonde van markgraaf Albrecht III. Het gaat om een oorkonde die bevestigt dat de nonnen van het klooster Friedland grond in het dorp bezitten. In 1375 behoorde het dorp vrijwel geheel tot het riddergeslacht Wulkow, vanaf het begin van de 15e eeuw is Marzahn in het bezit van de familie Von Linenberg, hetgeen zo zal blijven tot het einde van de 16e eeuw.

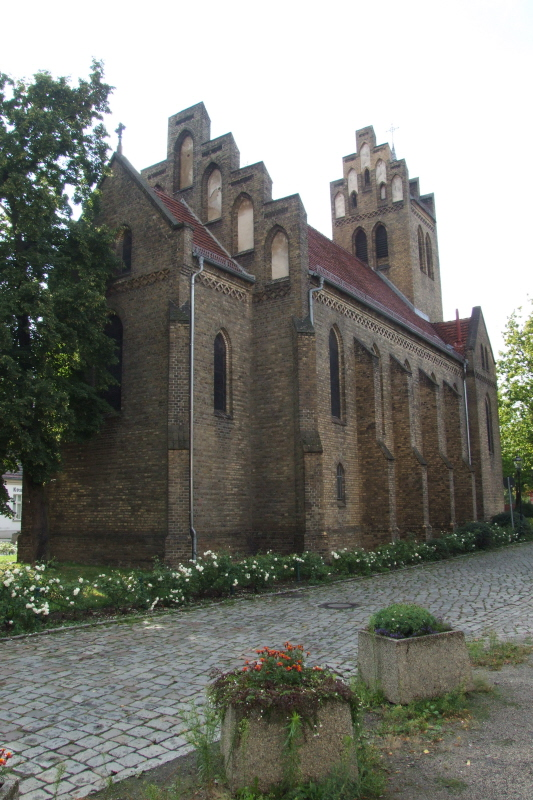
De dorpskerk van Marzahn, gebouwd in 1871

In 1539 bereikte de reformatie Marzahn en ging het dorp kerkelijk aanvankelijk onder Biesdorf vallen, maar sinds ongeveer 1600 viel het onder Friedrichsfelde. De Dertigjarige Oorlog zorgde in de 17e eeuw voor leegloop van het dorp. In 1652 telde Marzahn nog slechts vijf keuterboeren; hereboeren waren er niet meer. Vijf jaar later kwam het dorp in bezit van keurvorst Frederik Willem. De Brandenburgse keurvorsten respectievelijk de Pruisische koningen zouden tot 1872 eigenaar van Marzahn blijven.
In 1874 werd Marzahn een zelfstandige plattelandsgemeente binnen het district Niederbarnim en vonden voor het eerst gemeenteraadsverkiezingen plaats. Enkele jaren eerder was naar een ontwerp van Friedrich August Stüler een nieuwe dorpskerk verrezen, die in 1871 ingewijd werd. In 1898 kwam de Wriezener Bahn in gebruik en kreeg Marzahn een aansluiting op het spoor. Gas- en waterleiding bereikten het dorp in 1904, in 1920 volgde het lichtnet.
Op 1 oktober 1920 werd het grondgebied van het uit zijn voegen barstende Berlijn door massale annexatie meer dan vertienvoudigd, waardoor ruwweg de huidige stadsgrenzen ontstonden. Marzahn was een van de 59 plattelandsgemeenten die bij Groot-Berlijn gevoegd werden en ging tot het stadsdistrict Lichtenberg behoren. Marzahn telde op dat moment 750 inwoners, driemaal zoveel als aan het begin van de 19e eeuw.

### Nazitijd en Tweede Wereldoorlog
Tijdens het bewind van de nationaalsocialisten werden in Marzahn meerdere kampen voor dwangarbeiders gebouwd. In 1936 verrees nabij het kerkhof ten westen van het dorp een kamp waar Roma en Sinti geïnterneerd werden. De meesten van hen werden vanaf 1943 gedeporteerd naar Auschwitz of Bergen-Belsen, slechts weinigen zouden overleven. Machinebouwer Hasse & Wrede stichtte in 1942 een nieuwe fabriek op het grondgebied van Marzahn. Voor in de fabriek werkzame dwangarbeiders bouwde men twee kampen.
Op 21 april 1945 bereikte het Rode Leger Marzahn. Ruim een week later viel Berlijn.

### Marzahn in Oost-Berlijn
Na de Tweede Wereldoorlog was Marzahn in de Sovjet-bezettingszone komen te liggen, waardoor het in 1949 onderdeel werd van Oost-Berlijn, de hoofdstad van de Duitse Democratische Republiek. In 1953 stichtte men op het grondgebied van Marzahn de eerste collectieve boerderij (Landwirtschaftliche Produktionsgenossenschaft) in Berlijn, met de naam "Neue Ordnung".

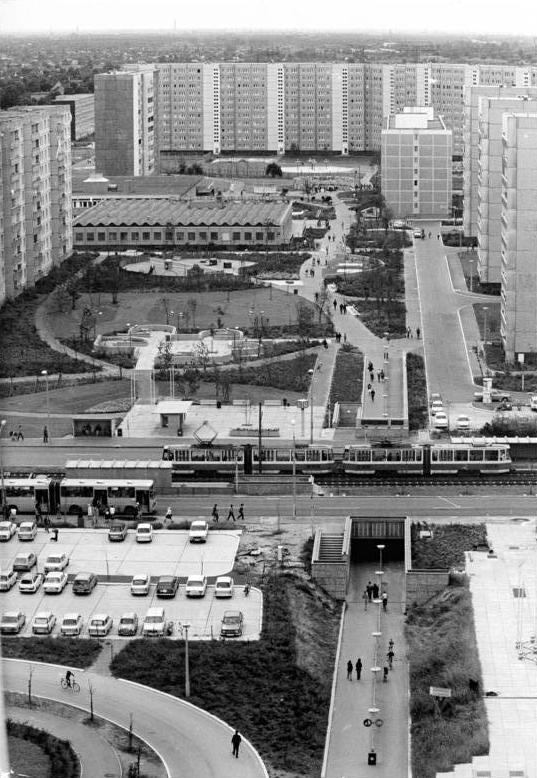
Marzahn in 1981

De geschiedenis van Marzahn als grootschalige woningbouwlocatie begint in de zeventiger jaren. Op het achtste partijcongres van de SED besloot men de "huisvestingskwestie als sociaal probleem" op te lossen voor 1990. In de jaren die volgden werd hiertoe een plan uitgewerkt dat de bouw van ruim 200.000 nieuwe woningen in Oost-Berlijn voorzag.

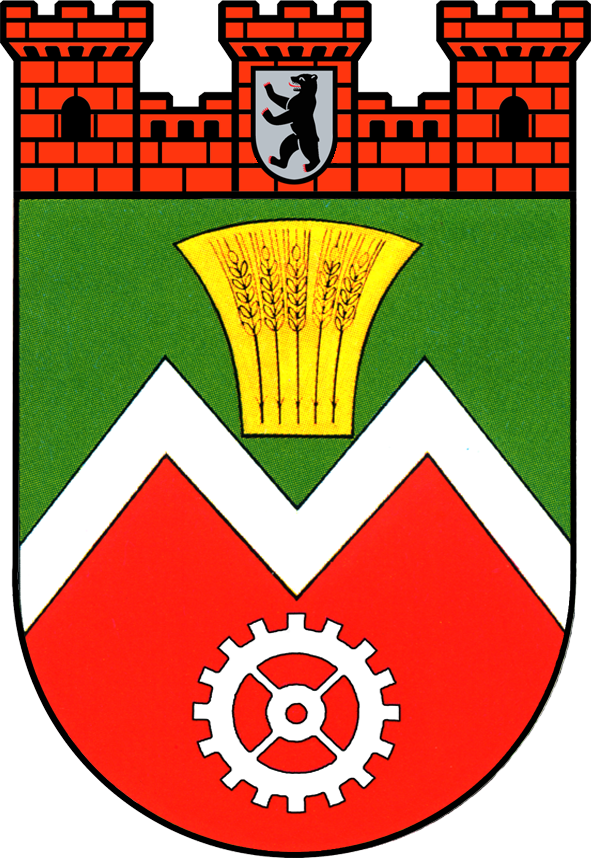
Wapen van het stadsdistrict Marzahn

Marzahn was de eerste Großsiedlung die in Oost-Berlijn werd gebouwd; later zouden Hohenschönhausen en Hellersdorf volgen. In 1977 verrees in het zuiden van Marzahn de eerste hoogbouw en tot in de tachtiger jaren werd er steeds verder naar het noorden gebouwd, zelfs tot over de stadsgrenzen in de Brandenburgse gemeente Ahrensfelde. In 1990 zou dit gebied alsnog door Berlijn geannexeerd worden. Vanwege de ontwikkeling van het gebied besloot men van Marzahn (voorheen deel van Lichtenberg) een zelfstandig stadsdistrict te maken. Het district Marzahn, waartoe ook Biesdorf, Hellersdorf, Kaulsdorf en Mahlsdorf gingen behoren, werd ingesteld op 5 januari 1979. Zeven jaar later werd het Hellersdorfse deel van het district Marzahn afgesplitst; in 2001 zouden beide districten echter weer fuseren tot Marzahn-Hellersdorf.

### Na de Wende
Door de veranderde sociale omstandigheden kreeg het stadsdeel na de Wende te kampen met een aantal grootstedelijke problemen als criminaliteit en leegstand en werd het ooit als modelwijk bedoelde Marzahn steeds minder aantrekkelijk gevonden. Net als in vergelijkbare hoogbouwwijken in andere steden en landen besloot men daarom tot herstructurering en gedeeltelijke schaalverkleining. Zo werden in Ahrensfelde, het noordelijke deel van Marzahn, voorheen elf etages tellende wooncomplexen verlaagd tot maximaal zes verdiepingen, of werd een winkelcentrum als de Springpfuhl-Passage gebouwd. Bovendien werd het aantal verschillende woningtypen in deze Ahrensfelder Terrassen vergroot en gaf men de gebouwen een speelser, kleurrijk uiterlijk.

## Verkeer en vervoer

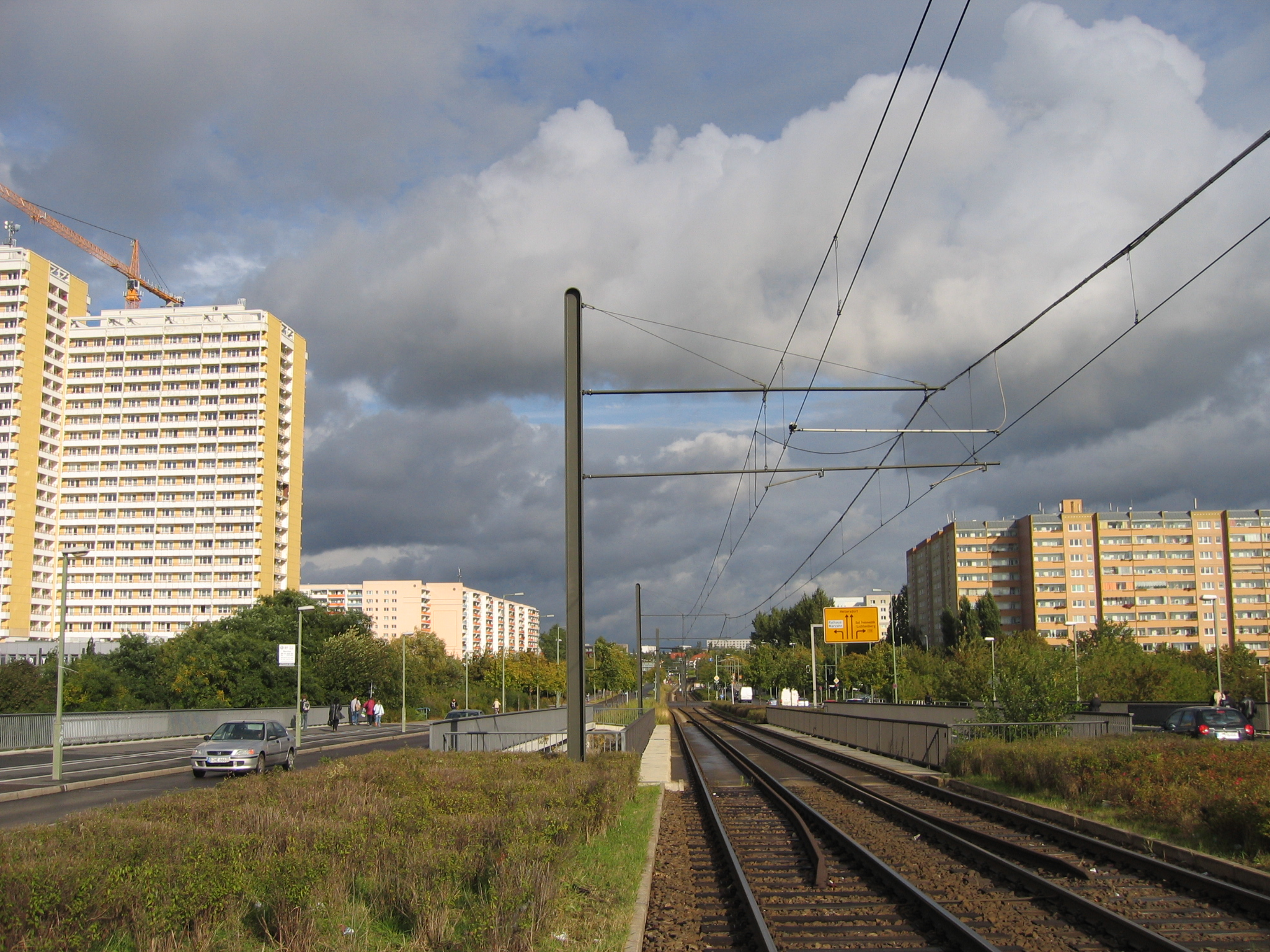
Vrije trambaan op de middenberm van de Allee der Kosmonauten

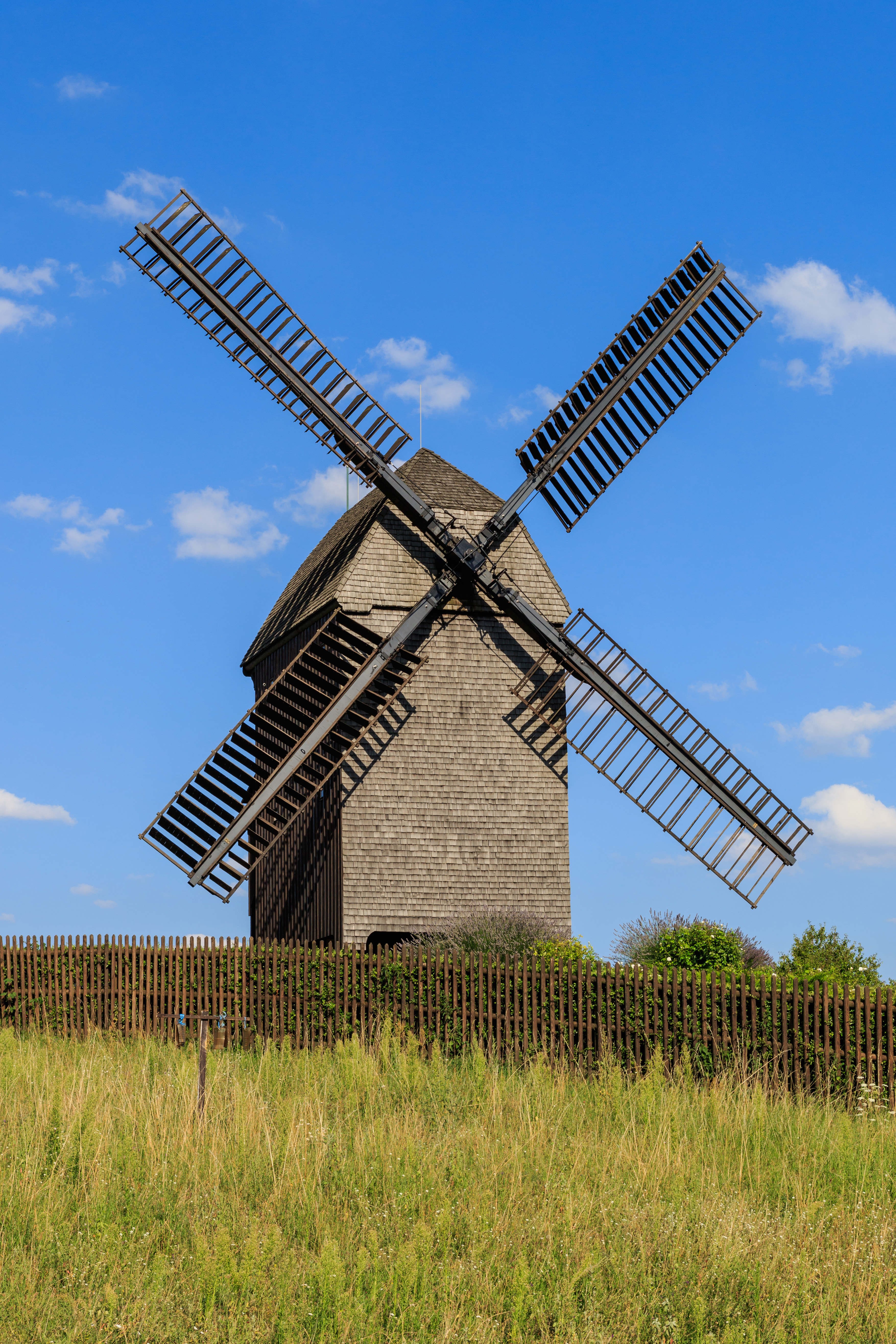
De in 1994 herbouwde Standerdmolen van Marzahn

Marzahn wordt doorsneden door een aantal hoofdwegen, waaronder de Landsberger Allee, de Blumberger Damm en de Allee der Kosmonauten. De als autoweg met ongelijkvloerse kruisingen uitgevoerde Märkische Allee, deel van Bundesstraße 158, vormt de westelijke randweg van het stadsdeel en verbindt Marzahn met de Berlijnse Ring.
Parallel aan de Märkische Allee verloopt S-Bahnlijn S7, die een snelle en frequente verbinding met het stadscentrum biedt. Deze lijn telt zes stations in Marzahn: Springpfuhl, Poelchaustraße, Marzahn, Raoul-Wallenberg-Straße, Mehrower Allee en Ahrensfelde; in het station van Ahrensfelde stoppen bovendien regionale treinen van de lijn Werneuchen - Berlin-Lichtenberg. Daarnaast wordt het stadsdeel bediend door een viertal tramlijnen, zowel naar de binnenstad als naar Hellersdorf.

## Bezienswaardigheden
- Brinkdorp Alt-Marzahn met dorpskerk, het districtsmuseum Marzahn-Hellersdorf (gehuisvest in de voormalige dorpsschool) en een in 1994 herbouwde standerdmolen
- Erholungspark Marzahn ("Recreatiegebied Marzahn"), een doorlopende tuinbouwtentoonstelling (Gärten der Welt)
- Wuhletal, een landschapspark in het dal van de Wuhle
- Die Pyramide, een flatgebouw aan de Landsberger Allee waarin de grootste klok van Europa geïntegreerd is
- ORWOhaus, poppodium in een voormalig fabrieksgebouw
- Eastgate, het op twee na grootste winkelcentrum van Berlijn
- Het stadsdeel zelf, als monument van de stedenbouwkundige ambities van de DDR

## Sport
Voetbalclub BSC Marzahn speelt aan de Sportanlange Schönagelstraße. De club speelde van 1994 tot 1996 in de Berlin-Liga, destijds de vijfde klasse. 